# Мамаджанов, Хашим
Хашим Мамаджанов — советский хозяйственный, государственный и политический деятель.

## Биография
Родился в 1920 году в Ферганской области. Член КПСС.
Участник Великой Отечественной войны. С 1946 года — на хозяйственной, общественной и политической работе. В 1946—1971 гг. — хозяйственный и советский работник в Ленинском районе Андижанской области, председатель исполкома Ленинского районного Совета депутатов трядщихся, первый секретарь Ленинского районного комитета КП Узбекистана, партийный работник в Андижанской области.
Избирался депутатом Верховного Совета Узбекской ССР 7-го созыва.
Умер до 1985 года.